# Vicente Blasco Ibáñez

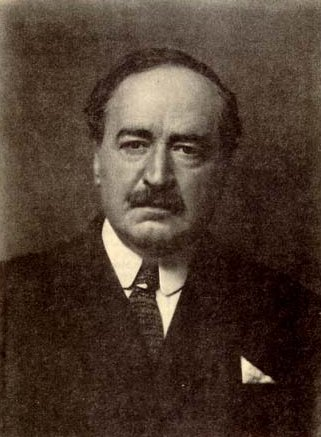
Vicente Blasco Ibáñez.

Vicente Blasco Ibáñez (Valencia, 29 januari 1867 – Menton, 28 januari 1928) was een Spaans schrijver en politicus. Hij wordt geassocieerd met de Generatie van '98.

## Leven en werk
Blasco Ibáñez studeerde rechten aan de Universiteit van Valencia. Hij hield zich al op jonge leeftijd bezig met politiek, had anarchistische sympathieën en sloot zich aan bij de Republikeinse partij. Zijn hele leven is hij zijn non-conformistische, antiklerikale ideeën blijven verkondigen en werd daarom ook vele malen gevangengezet of het land uitgezet. In 1894 startte hij de republikeinse krant El pueblo. In 1898 werd hij gekozen in de Cortes Generales, het Spaanse parlement. In 1925 schreef hij nog een pamflet tegen Alfons XIII van Spanje, dat ook in Nederland een aantal herdrukken beleefde onder de titel Alfons XIII, Marokko en de militaire terreur in Spanje.
Na 1909 ging Blasco Ibáñez veel reizen, onder meer naar de Verenigde Staten en Zuid-Amerika. In 1916 kocht hij met het vermogen dat hij met zijn romans had verdiend een villa in Menton (wat hem in Spanje op veel kritiek kwam te staan), alwaar hij in 1928 een dag voor zijn 71e verjaardag overleed.
Als schrijver stond Blasco Ibáñez, niettegenstaande zijn overdadige, impressionistische woordgebruik, onder invloed van het naturalisme. Émile Zola was zijn grote voorbeeld. Zelf deelt hij zijn romans in vier categorieën in:
- de regionale romans over zijn geboortestreek Valencia;
- de “romans à these”, over sociale groepen en problemen doorheen heel Spanje, met als goed voorbeeld La barraca (1998, De hut);
- de boeken over zijn reizen door- en ervaringen in de Verenigde Staten en Argentinië;
- de romans over de Eerste Wereldoorlog. De progeallieerde roman Los cuatro jinetes del Apocalipsis (1914, Nederlands: De vier apocalyptische ruiters) geldt als zijn bekendste werk en werd in 1921 door hemzelf verfilmd.

Ook veel andere boeken van Blasco Ibáñez werden later verfilmd, onder andere The Four Horsemen of the Apocalypse (1921) met Rudolf Valentino, The Temptress (1926) met Greta Garbo en Blood and Sand (1922 en 1941).

## Bibliografie

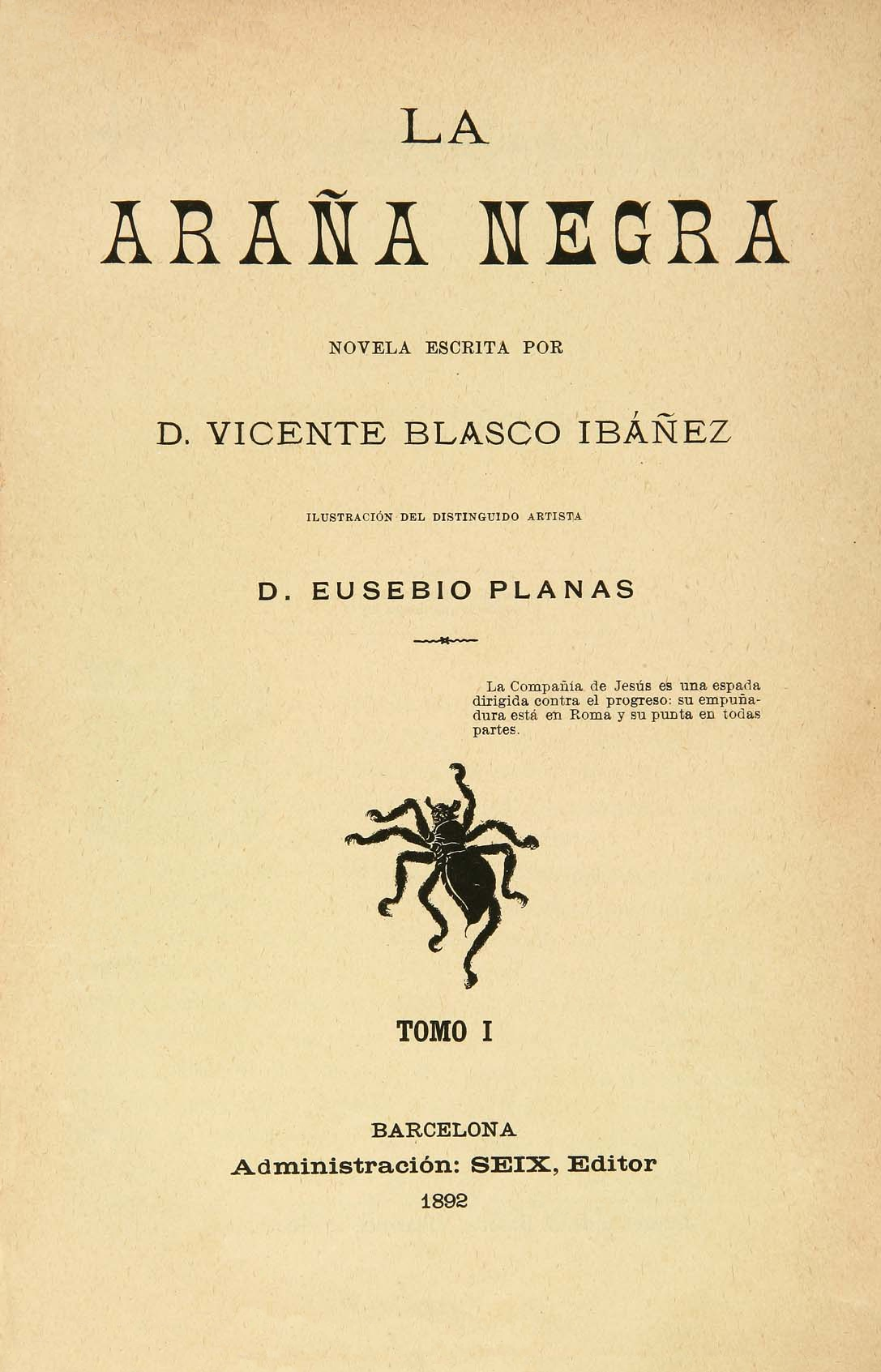
La araña negra (1892) dekken tome I.

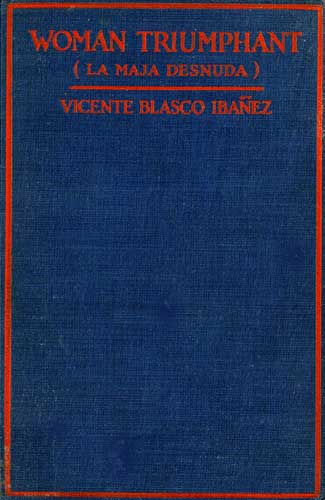
Engelse uitgave: Woman Triumphant - Blasco Ibáñez